# Косів Михайло Васильович
Миха́йло Васи́льович Ко́сів (нар. 28 грудня 1934, село Вільхівка) — український політик. Народний депутат України. Заслужений діяч мистецтв України (з березня 1995). Заступник голови партії «Реформи і порядок».

## Освіта
З 1955 по 1960 роки навчався на філологічному факультеті Львівському державному університеті імені Івана Франка за фахом філолог. Аспірантура там же (кафедра історії української літератури, 1960–1964).

## Кар'єра
- Із серпня 1960 — науковий працівник Львівського літературно-меморіального музею Івана Франка.
- Із січня 1962 — завідувач кафедри франкознавства Львівського державного університету імені Івана Франка. Підготував до захисту кандидатську дисертацію на тему «Наука, публіцистика і белетристика у творчій традиції Івана Франка».
- 27 серпня 1965 — заарештований за статтею 62 КК УРСР («антирадянська агітація і пропаганда»).
- Звільнений 6 березня 1966. Тривалий час був безробітним.
- 1967–1969 — учитель Крехівської 8-річної школи Жовківського району.
- 1969–1989 — науковий працівник, завідувач сектору музею старовинної зброї «Арсенал» Львівського історичного музею.
- 1989–1990 — науковий працівник інституту суспільних наук АНУ.
- Квітень 1990 — липень 1992 — заступник голови виконкому з питань гуманітарної політики Львівського облвиконкому.

Вільно володіє польською мовою.
Захоплюється туризмом.

## Родина
- Батько Василь Степанович (1908–1967) і мати Юлія Миколаївна (1913) — селяни.
- Дружина Марія Антонівна (1949) — журналістка.
- Син Василь (1973).
- Дочка Ганна (1976—2019).

## Участь у громадських організаціях
Брав участь у нелегальному виданні «Українського вісника» (1970–1972).
Учасник руху за відродження УГКЦ в західних областях України.
Один з організаторів Львівської обласної організації НРУ.
Член НРУ (травень 1989 — травень 2001), з березня 1994 — член Центр проводу НРУ, член Політради НРУ (березень 1999 — травень 2001), заступник голови НРУ (травень 1999 — травень 2001).
Член Комісії з державних нагород України при Президентові України (лютий 1997 — квітень 2000); член Ради з питань мовної політики при Президентові України (лютий 1997 — листопад 2001).
Член Спілки письменників України (з 1987).
Червень 1988–1996 — заступник голови Львівської обласної організації товариства Української мови та «Просвіти».

## Парламентська діяльність
Народний депутат України 1-го скликання з 15 травня 1990 до 10 травня 1994 за Пустомитівським виборчий округ № 277 Львівської області. Член Комісії з питань державного суверенітету, міжреспубліканських і міжнаціональних відносин. Входив до Народної Ради. На час виборів: інститут суспільних наук АНУ, науковий співробітник 1-й тур: з'явилося 91,2 %, «за» 71,1 %. 8 суперників, (основний — Гримак Я. І., нар. 1945, член КПРС; директор радгоспу; 1-й тур — 3,1 %).
Народний депутат України 2-го скликання з 10 травня 1994 до 12 травня 1998 за Пустомитівським виборчий округ № 279 Львівської області, висунутий НРУ. Голова Комітету з питань культури і духовності. Член фракції НРУ. На час виборів: народний депутат України, член Комісії з питань державного суверенітету, міжреспубліканських і міжнаціональних відносин; член НРУ. 1-й тур: з'явилося 93,6 %, «за» 72,05 %. 11 суперників (основний — Домашовець І. М., народився 1950; настоятель Храму Різдва Пресвятої Богородиці села Солонка; 1-й тур — 4,26 %).
Народний депутат України 3-го скликання з 12 травня 1998 до 14 травня 2002 за виборчім округ № 116 Львівської області. З'явилося 71,9 %, «за» 39,2 %, 16 суперників. Паралельно балотувався від НРУ, № 14 в списку. Член фракції НРУ (травень 1998 — лютий 1999), член фракції НРУ (першої) (березень 1999 — травень 2001; з квітня 2000 — фракція НРУ), член фракції ПРП «Реформи-Конгрес» (з травня 2001). Голова підкомітету у справах релігій Комітету з питань культури і духовності (з липня 1998).
Народний депутат України 4-го скликання з 14 травня 2002 до 25 травня 2006 від блоку Віктора Ющенка «Наша Україна», № 65 в списку. Член фракції «Наша Україна» (15 травня 2002 — 7 вересня 2005), член фракції політичної партії «Реформи і порядок» (з 8 вересня 2005). Голова підкомітету у справах релігій Комітету з питань культури і духовності (з 12 червня 2002).
Березень 2006 — кандидат в народні депутати України від «Громадянського блоку ПОРА-ПРП», № 15 в списку.
Народний депутат України 6-го скликання з 23 листопада 2007 до 12 грудня 2012 від «Блоку Юлії Тимошенко», № 126 в списку. На час виборів: пенсіонер, член ПРП. Член фракції «Блок Юлії Тимошенко» (з 23 листопада 2007). Голова підкомітету у справах релігій Комітету з питань культури і духовності (з 26 грудня 2007).

## Творчий доробок
Автор книг: «Про Україну» (1990), «Вернімося до джерел» (1996), «Двоязичіє чи без'язичіє?» (1998), «Доки? Коли?» (1998), близько 200 статей з літературознавства, краєзнавства, мистецтвознавства, проблем розвитку театру, образотворчого мистецтва, функціонування мови, досліджень з історії України, релігійних стосунків, аналізу політичних проблем.

## Нагороди
- Орден «За заслуги» III ступеня (серпень 2005)[8];
- Відзнака Президента України — ювілейна медаль «25 років незалежності України» (2016).[9]

## Ресурси інтернет
- Довідник «Хто є хто в Україні», видавництво «К. І. С.» [Архівовано 9 грудня 2014 у Wayback Machine.]